# Stadio Basualdo e Guardia nazionale
Lo Stadio Basualdo e Guardia nazionale (in spagnolo Estadio Basualdo y Guardia Nacional) è stato uno stadio calcistico di Buenos Aires, in Argentina. Come la maggior parte degli stadi dell'epoca prendeva il nome dalle strade in cui era situato; era conosciuto anche come Fortín de Villa Luro.

## Storia
Lo stadio fu inaugurato nel novembre del 1923, una volta ultimata la costruzione della tribuna in legno. Il terreno fu preso in affitto dal club nella zona di Villa Luro. La struttura dello stadio era composta da una tribuna in legno lunga 40 metri e da una gradinata in ferro di 90 metri. Nel 1928 l'impianto ospitò la prima partita in notturna della storia del calcio argentino, il 7 dicembre. Il Vélez vi disputò, tra gli altri, il primo campionato professionistico argentino, la Primera División organizzata dalla Liga Argentina de Football nel 1931. Nel 1940 lo stadio venne smantellato, in seguito alla retrocessione del Vélez, e parte dei materiali vennero utilizzati per edificare le gradinate del nuovo campo, situato a Justo y Álvarez Jonte.